# Progonia brunnealis
Progonia brunnealis är en fjärilsart som beskrevs av Alfred Ernest Wileman och South 1916. Progonia brunnealis ingår i släktet Progonia och familjen nattflyn. Inga underarter finns listade i Catalogue of Life.